# Камень (Кобринский район)
Ка́мень (бел. Камень) — деревня в Кобринском районе Брестской области Белоруссии. Входит в состав Городецкого сельсовета.
По данным на 1 января 2016 года население составило 263 человека в 108 домохозяйствах.
В деревне расположены магазин и бар.

## География
Деревня расположена в 15 км к востоку от города Кобрина, в 8 км к западу от станции Городец, в 2 км к северу от остановочного пункта Камень, в 59 км к востоку от Бреста, на автодороге М10 Кобрин-Гомель.
На 2012 год площадь населённого пункта составила 1,43 км² (143 га).

## История
Населённый пункт известен с XVI века. В разное время население составляло:
- 1999 год: 151 хозяйство, 341 человек
- 2005 год: 133 хозяйства, 278 человек
- 2009 год: 261 человек
- 2016 год[2]: 108 хозяйств, 263 человека
- 2019 год[1]: 230 человек

## Достопримечательность
- Православная церковь иконы Божьей Матери «Неупиваемая чаша». Этот храм был построен в начале XXI века из камня. Белостенная церковь возведена в эклектичном стиле с соблюдением канонов древнерусского церковного зодчества. Вход в храм обозначен небольшим притвором, увенчанным высокой звонницей с синей шатровой и крышей золотистым луковичным куполом.

- К западу от деревни Камень, у дороги на Кобрин установлен надмогильный камень шляхтича Василя Ничипоровича. Он стоит здесь с 1637 г.

- Крупное деревянное одноэтажное деревянное здание — ранее здесь располагался усадебный дом Сулковских. Это единственная постройка, оставшаяся от архитектурного ансамбля.